# Lílian Vieira
Lílian Vieira (Teresópolis, 11 september 1966) is een Braziliaans-Nederlandse zangeres.
Vieira werd geboren in het zuidoosten van Brazilië, in de staat Rio de Janeiro. Voor 1989 volgde zij de opleiding tot verpleegster in Rio de Janeiro. In 1999 vertrok ze met haar Nederlandse echtgenoot naar Nederland, waar ze een opleiding aan het Rotterdams Conservatorium afrondde. Ze speelde daarna in binnen- en buitenland in de bands Latin Power en Bacán.
In 1999 nam ze een nummer op met de jazzformatie Sfeq met drummer Stefan Kruger en toetsenist Stefan Schmid. Deze samenwerking beviel het drietal zo goed, dat ze Zuco 103 oprichtten. Het eerste album kwam uit op het Belgische label Crammed Discs en werd wereldwijd gedistribueerd. Sindsdien toert Zuco 103 wereldwijd. In 2005 startte Vieira het samba-soulensemble Lílian Vieira's Samba Soul.
In het voorjaar van 2008 volgde er een solotheatertournee met klassieke Braziliaanse muziek.
Vieira is een van de zangeressen van de groep Cantorias, naast Anna Serierse, Nina Rompa en Femke Smit. Cantorias speelt werk van Braziliaanse componisten als Ivan Lins, Edu Lobo, Chico Buarque, Milton Nascimento, Vinicius de Moraes & Baden Powell en Joyce Moreno. In 2024 won Cantorias een Edison Award in de categorie Jazz Nationaal Vocaal.

## Discografie

### Zuco 103
| Album met eventuele hitnotering(en) in de Nederlandse Album Top 100 | Datum van verschijnen | Datum van binnenkomst | Hoogste positie | Aantal weken | Opmerkingen |
| ------------------------------------------------------------------- | --------------------- | --------------------- | --------------- | ------------ | ----------- |
| Outro Lado                                                          | 1999                  | -                     |                 |              |             |
| Tales Of High Fever                                                 | 2002                  | 08-06-2002            | 27              | 17           |             |
| One Down, One Up                                                    | 2003                  | 25-10-2003            | 100             | 1            | Dubbelalbum |
| Whaa!                                                               | 2005                  | 21-05-2005            | 30              | 16           |             |
| After The Carnaval                                                  | 2008                  | 03-05-2008            | 41              | 10           |             |
| Etno Chic                                                           | 2016                  | -                     |                 |              |             |
| Tripicalismo                                                        | 2019                  | -                     |                 |              |             |
| Telenova                                                            | 2023                  | -                     |                 |              |             |

### Lilian Vieira
- Lilian Vieira [2014]

### Lilian Vieira Grupo
- Tanta Coisa [2016]